# Communauté d’agglomération du Grand Verdun
Die Communauté d’agglomération du Grand Verdun ist ein französischer Gemeindeverband mit der Rechtsform einer Communauté d’agglomération im Département Meuse in der Region Grand Est. Sie wurde am 27. November 2014 gegründet und umfasst 25 Gemeinden (Stand: 1. Januar 2019). Der Verwaltungssitz befindet sich in der Stadt Verdun.

## Historische Entwicklung
Der Gemeindeverband entstand mit Wirkung vom 1. Januar 2015 durch die Fusion der Vorgängerorganisationen
- Communauté de communes de Charny-sur-Meuse und
- Communauté de communes de Verdun.

Mit Wirkung vom 1. Januar 2019 gingen die ehemaligen Gemeinden Vaux-devant-Damloup und Douaumont in die Commune nouvelle Douaumont-Vaux auf. Dadurch verringerte sich die Anzahl der Mitgliedsgemeinden auf 25.

## Mitgliedsgemeinden
| Gemeinde                                   | Einwohner 1. Januar 2022 | Fläche km² | Dichte Einw./km² | Code INSEE | Postleitzahl |
| ------------------------------------------ | ------------------------ | ---------- | ---------------- | ---------- | ------------ |
| Beaumont-en-Verdunois                      | 0                        | 7,87       | 0                | 55039      | 55100        |
| Belleray                                   | 486                      | 5,10       | 95               | 55042      | 55100        |
| Belleville-sur-Meuse                       | 3.023                    | 10,16      | 298              | 55043      | 55430        |
| Béthelainville                             | 156                      | 11,94      | 13               | 55047      | 55100        |
| Béthincourt                                | 47                       | 13,32      | 4                | 55048      | 55270        |
| Bezonvaux                                  | 0                        | 9,23       | 0                | 55050      | 55100        |
| Bras-sur-Meuse                             | 669                      | 13,69      | 49               | 55073      | 55100        |
| Champneuville                              | 119                      | 11,99      | 10               | 55099      | 55100        |
| Charny-sur-Meuse                           | 521                      | 12,62      | 41               | 55102      | 55100        |
| Chattancourt                               | 176                      | 10,36      | 17               | 55106      | 55100        |
| Cumières-le-Mort-Homme                     | 0                        | 6,11       | 0                | 55139      | 55100        |
| Douaumont-Vaux                             | 81                       | 12,70      | 6                | 55537      | 55100, 55400 |
| Fleury-devant-Douaumont                    | 0                        | 10,27      | 0                | 55189      | 55100        |
| Fromeréville-les-Vallons                   | 212                      | 20,30      | 10               | 55200      | 55100        |
| Haudainville                               | 933                      | 11,10      | 84               | 55236      | 55100        |
| Haumont-près-Samogneux                     | 0                        | 10,81      | 0                | 55239      | 55100        |
| Louvemont-Côte-du-Poivre                   | 0                        | 8,25       | 0                | 55307      | 55100        |
| Marre                                      | 181                      | 10,20      | 18               | 55321      | 55100        |
| Montzéville                                | 154                      | 17,65      | 9                | 55355      | 55100        |
| Ornes                                      | 8                        | 18,52      | 0                | 55394      | 55150        |
| Samogneux                                  | 99                       | 6,16       | 16               | 55468      | 55100        |
| Sivry-la-Perche                            | 279                      | 12,17      | 23               | 55489      | 55100        |
| Thierville-sur-Meuse                       | 3.168                    | 12,09      | 262              | 55505      | 55840        |
| Vacherauville                              | 191                      | 7,29       | 26               | 55523      | 55100        |
| Verdun                                     | 16.610                   | 31,03      | 535              | 55545      | 55100        |
| Communauté d’agglomération du Grand Verdun | 27.113                   | 300,93     | 90               | –          | –            |